# Sühudiumzug

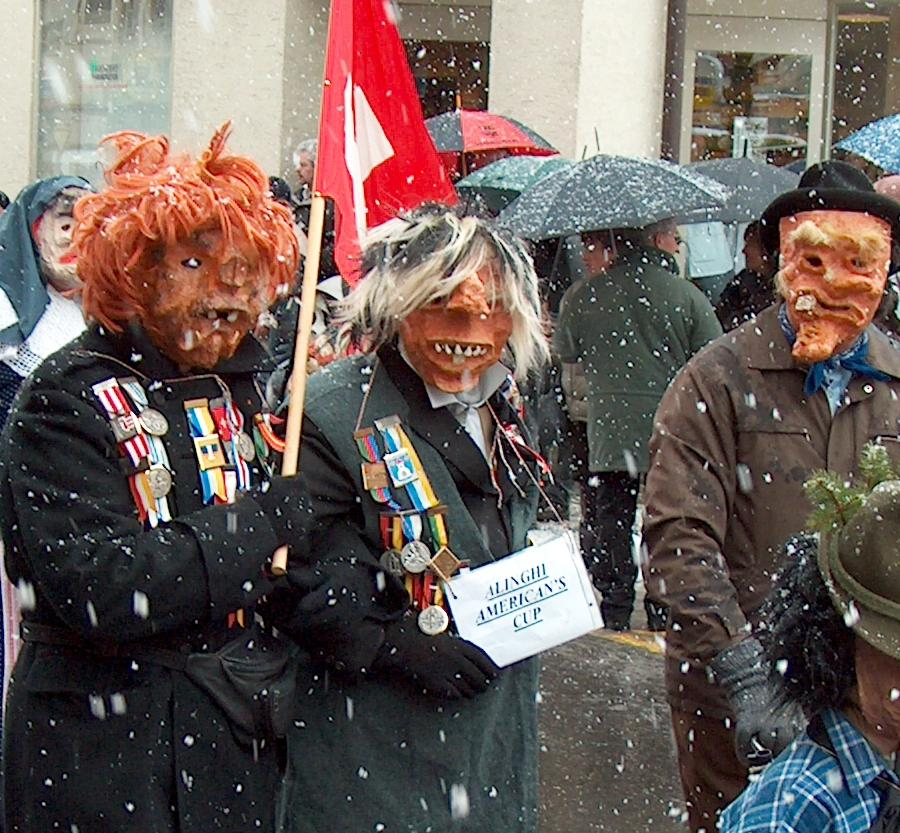
Sühudi in Einsiedeln

Der Sühudiumzug ist ein Brauch der Einsiedler Fasnacht. Dieser Umzug, welcher am Morgen des Güdelmontags (Rosenmontag) stattfindet, ist gänzlich unorganisiert. Die Teilnahme daran ist oft spontan. Teilnehmer sind praktisch nur Einsiedler. Wer ein gutes Sujet hat, verkleidet sich passend als Sühudi.
Angeführt wird der Sühudiumzug vom Einsiedler Tüüfel gefolgt von einer Trichlergruppe. Dahinter folgt der Strom aus Sühudis. Jedes hat ein eigenes Thema, welches es persifliert. Rund eine Stunde lang bewegt sich der Zug ohne jede Ordnung das Dorf hinauf und wieder hinunter. Danach verschwinden die Teilnehmer in die Gaststätten, wo es weiter bunt zu und her geht. Der grösste Tag der Einsiedler Fasnacht ist eröffnet und geht beinahe nahtlos in den grossen Fasnachtsumzug am Nachmittag über, welcher dann nicht mehr von Sühudis, sondern von Mottowagen geprägt ist.
Das Sühudi-Laufen steht jedem offen. Der Sühudi-Umzug wird auch von keinem Verein organisiert. Trotz oder gerade wegen der nicht vorhandenen Organisation erfreut sich diese Figur grosser Beliebtheit.
Trotz der COVID-19-Pandemie in der Schweiz nahmen 2021 über 1000 Personen teil.